# Joseph Carl Rosenbaum

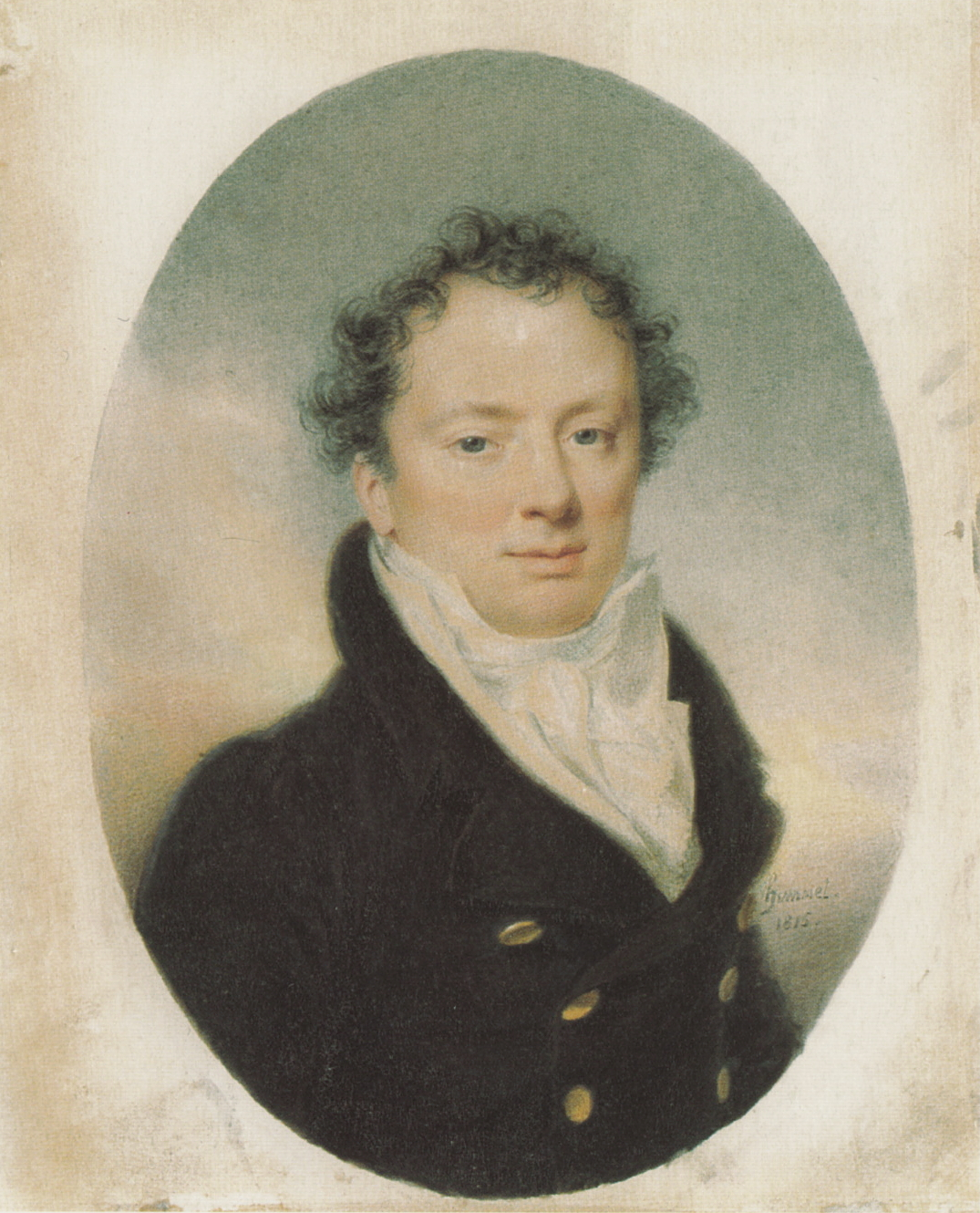
Carl Hummel, Porträt von Joseph Carl Rosenbaum (1815), Wien Museum

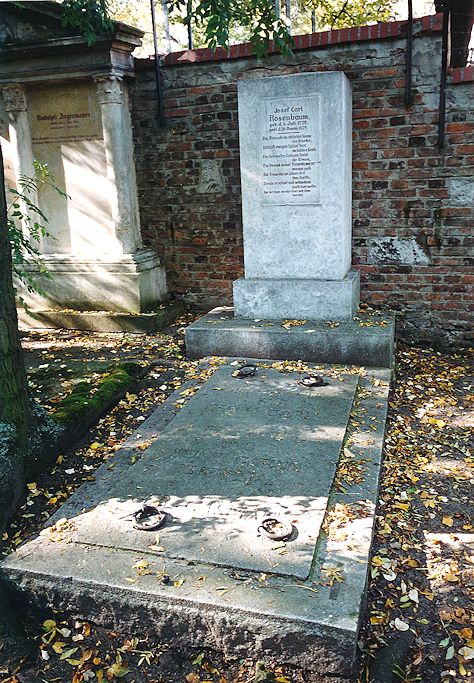
Die Gruft des Ehepaars Rosenbaum im Gräberhain des Währinger Schubertparks

Joseph Carl Rosenbaum (* 5. Juli 1770 in Wien; † 26. Dezember 1829 ebenda) war ein österreichischer Beamter und Angestellter des Fürsten Nikolaus II. Esterházy.

## Leben
Rosenbaum war zunächst in Eisenstadt tätig, ab 1790 bei der Hofbuchhalterei der fürstlich Esterházyschen Güter, später als Sekretär des Grafen Karl Esterházy. 1797 musste er jedoch den Esterházyschen Dienst verlassen, weil der Fürst Rosenbaums Beziehung zu der Hofopernsängerin Therese Gassmann missbilligte, der Tochter des Komponisten und Kapellmeisters Florian Gassmann.
Deshalb kehrte er 1797 nach Wien zurück und erwarb in der Stadt das Haus Conskriptionsnummer 337 (1, Ledererhof 9), 1816 auch einen Sommersitz mit Garten (Schaumburgergrund; Rosenbaumgarten).
Am 11. Juni 1800 heirateten Joseph Carl Rosenbaum und Therese Gassmann.
Im Jahr 1809 war Rosenbaum Hauptbeteiligter am Diebstahl des Schädels von Joseph Haydn. 

## Tagebücher
Von bleibendem Wert sind Rosenbaums detailreiche Tagebücher, die er von 1797 bis 1829 führte, und in denen er zahlreiche Ereignisse des Kulturlebens festhielt, darunter zu Joseph Haydn und Ludwig van Beethoven. Sie befinden sich heute in der Österreichischen Nationalbibliothek.